# 高オクタン価ガソリン

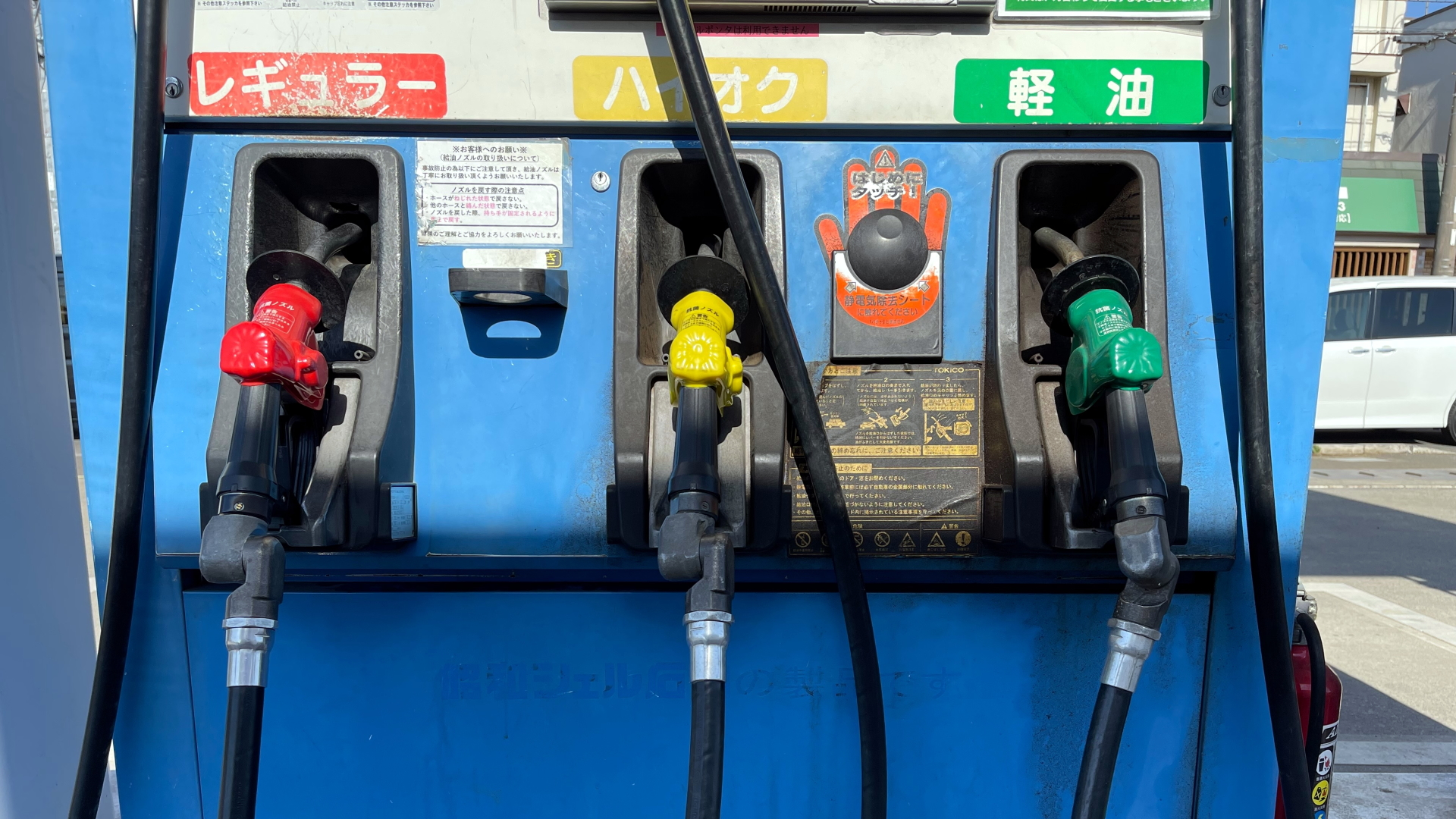
セルフ式ガソリンスタンドのノズルの色分け
誤給油防止のため、ハイオクは黄色、レギュラーは赤、軽油は緑、灯油は青で統一されている。

高オクタン価ガソリン（こうオクタンかガソリン）とは、レギュラーガソリン（別名ノーマルガソリン）より高いオクタン価を持つガソリンのことである。石油市場などではプレミアムガソリンということもある。一般にはハイオクガソリンまたはハイオクと呼ばれる。燃料に高オクタン価のガソリンが指定されている自動車の車種に使用される。
オクタン価は異常燃焼の一種であるノッキング（ガソリンと空気の混合気に点火して正常火炎に伝播する前に高温により末端の未燃焼混合気に自己着火してしまう現象）の起こしにくさを示すアンチノッキング性の指標である。自動車の性能の向上によりノックセンサーによって点火時期を制御するシステムが搭載されるようになりノッキング自体は回避できるようになったが、ノッキングを回避するための制御のシステムは走行時のエンジントルクや加速性などに影響があるとされ、オクタン価が高いガソリンを使用することで車両側でのノッキング制御を予め抑えて車両本来の性能を引き出す利点がある。ただし、一部の車種では直噴でリーンバーンを行う関係上、ハイオクガソリンを使用すると「着火しにくさ」が問題となり、燃費や始動性が悪化するという指摘がある。
オクタン価の計測法（RONとMON）の組み合わせや区分は地域ごとに異なる。

## 製造法
高オクタン価ガソリンは、製油所内の「接触改質装置」と「接触分解装置」という2種類の異なる装置によって別々の特性を持つガソリンが製造され、求められる特性に合わせて混合される。
接触改質装置
重質ガソリンと水素を原料に、白金系粒状触媒との接触によってオクタン価が高く芳香族化合物を多く含んだガソリンに改質される。
収量は80 %と比較的良好であり、反応中に新たに水素が得られる。このガソリンは高速での燃焼時にオクタン価が高い特性を持つ。
接触分解装置
減圧蒸留で生み出された重質油を原料に、重質油の長い炭素鎖をシリカ－アルミナ系の粒状触媒との接触によって短く分解し、オクタン価が高くオレフィン分を多く含んだガソリンが作られる。
収量は40 - 50 %であまり高くない。このガソリンは低速での燃焼時にオクタン価が高い特性を持つ。

## 試験法
オクタン価にはリサーチ法オクタン価 (RON) とモータ法オクタン価 (MON) があり、試験では標準化された単気筒のCFRエンジンと可変圧縮比の試験エンジンが用いられるが、エンジン回転数や吸入空気温度など運転条件に違いがある。これらの試験条件の検討は1930年頃から米国のCFR 委員会で始められ、当時付けられた番号からリサーチ法をF-1法、モータ法をF-2法と呼ぶことがある。
リサーチ法オクタン価 (RON) とモータ法オクタン価 (MON) の差をセンシティビティという。

## ヨーロッパ規格
ヨーロッパ規格 (EN228) では、レギュラーガソリンのアンチノック性の下限値は91/82.5 (RON/MON) とされており、アンチノック性の下限値が95/85 (RON/MON) の基準を上回るものをプレミアムガソリンという。さらにアンチノック性の下限値が98/88 (RON/MON) の基準を上回るものをスーパープラスという。
ヨーロッパ規格 (EN228) では、リサーチ法オクタン価 (RON) とモータ法オクタン価 (MON) の両方で規定されている。

## アメリカ合衆国
米国規格 (ASTM D 4814) では、リサーチ法オクタン価 (RON) とモータ法オクタン価 (MON) の両方で計算されるアンチノックインデックス (RON+MON)/2 の値で規定されている。ヨーロッパや日本などの規格ではオクタン価の高い方と低い方の2つに分けているが、米国規格ではミッドグレードが中間にあり3グレードとなっている。

## 日本産業規格

### 規格
日本産業規格（JIS K 2202）はリサーチ法オクタン価 (RON) のみを基準に使用しており、1号ガソリン（プレミアムガソリン）のオクタン価は96以上とされている 。なお、2号ガソリン（レギュラーガソリン）のオクタン価は89以上とされている 。ただし、実際に市場で販売されている実勢値はプレミアムガソリンがRON 100程度、レギュラーガソリンがRON 90程度とされている  。そのため、プレミアムガソリンの商品名には「100」が入るものが多かったが、実際はRON 99.5程度であり 、表記が問題になることもあった。なお、かつて存在したShell V-Powerのハイオクガソリンを除けば全て同一の品質であり、各社でオクタン価が異なることはない。

### 商品としての位置付け
かつて日本国内で製造されたガソリンエンジン搭載の自動車は、全て有鉛ガソリン（有鉛レギュラーおよび有鉛ハイオク）仕様であった。その後、公害問題によるガソリンの無鉛化対策の結果、1972年3月までに有鉛仕様の自動車は製造されなくなった。しかしこの段階では有鉛仕様車の使用自体が禁止されたわけではなく、有鉛仕様の自動車が使われている間は国内のガソリンスタンドでは有鉛ガソリンの販売が続けられていた。1975年にレギュラーガソリンが無鉛化され無鉛ガソリンとなった後は、有鉛ガソリンの販売は有鉛ハイオクに限られていた。しかし有鉛仕様車の数は徐々に減少し、ガソリンスタンドでの販売量も同様に減少していった。
そこで1983年に、出光興産と日本石油（現・ENEOS）が無鉛ハイオクを発売し、他社もそれに追随した。なお、ごく少数が使用されていた有鉛ハイオク仕様の自動車には「鉛の代用品」を意味する「レッド・サブスティテュート (lead-substitute)」と呼ばれる添加剤を指定された割合で投入することで対処していた。
無鉛ハイオクは、レギュラーガソリンと差別化を図れるため高価格で販売でき、大きな利幅を得ることができるため、当時は各社とも無鉛ハイオクガソリンの商品開発と販売促進に熱心であった。ハイオクガソリンはオクタン価向上剤の添加でアンチノッキング性を高めるだけでなく、強化された清浄剤などの添加により付加価値を高め「プレミアムガソリン」と銘打って販売された。当時は高性能をイメージさせる映像表現を用いたり「クリーン」「環境にやさしい」などと銘打った無鉛ハイオクガソリンのコマーシャルが盛んに行われていた。
一方で自動車会社は、こうした石油元売会社の動向に対して冷淡であった。実際のところはレギュラーガソリン仕様の自動車にただハイオクガソリンを給油しただけで性能が向上するわけではなく、石油元売会社が宣伝するような効果はなかったからである。しかし1980年代は、自動車メーカーも石油ショックや自動車排出ガス規制といった逆風から立ち直りハイパワー競争に明け暮れた時期でもあった。そこで出力を高める手段としてエンジンのハイオク仕様化が行われ、高性能のスポーツカーや高級車の多くがハイオク仕様となった。
元売り各社間での宣伝文句自体も似通った文言 となっており、かつてのような宣伝は下火となっている。
ハイオクガソリンは、元売系列や無印スタンドを含めて全てのスタンドで取り扱いがあるわけではなく、店によってレギュラーのみ、あるいはレギュラーと軽油のみの取り扱いだったりするため注意が必要である（逆にレギュラーとハイオクのみ、というスタンドもある）。

### ハイオクガソリンの品質問題
- 消費者庁は2012年4月19日のプレスリリースで、レギュラーガソリンを混ぜてハイオクとして販売したり、レギュラーガソリンをハイオクと偽って販売した業者もあると公表した[13]。
- 読売新聞は2012年4月28日、2008年から2012年までの5年間で、全国で延べ209か所ものSSで、レギュラーガソリンがハイオクガソリンと称して販売されていたと報道した[14]。

#### ハイオクガソリン混合問題
各元売り系列ごとに「独自開発」を謳い、独自性能を宣伝して販売してきたハイオクガソリンが、実は約20年にわたり混合されて販売されてきた問題が2020年（令和2年）に報道された。同時期の石油輸入の自由化をきっかけに、レギュラーガソリン等ハイオクガソリン以外の燃料については、公正取引委員会の調査でタンクの共同利用や、自社の製油所や貯油設備のない地域で他社の製品を買い取って自社製品として販売する取引があると各社より説明されていたが、ハイオクガソリンについてはその中でも独自の供給体制を維持しているとされてきた。同年2月に元売りがスタンドに対して他社と同一のタンクを利用していると回答した文書にて明らかになったとしている。出光興産はシェルブランドで扱う「Shell V-Power」については、他社と混合出荷されていないと回答し否定した。
- 毎日新聞は2020年6月27日、元売各社が2000年頃から貯蔵タンクの共同利用の関係で出荷前から混合されていることが判明したと報道[12][15][16][17]。油槽所の共同利用や共同配送、自社の油槽所のない地域で他社製品を買い取って自社製として販売する「バーター取引」を行ってきたことが判明した。
- 毎日新聞は同年6月29日、菅義偉内閣官房長官は「問題あれば調査し対応」と表明したと報道[18]。翌6月30日には梶山弘志経済産業省長官が「消費者の誤解招かぬ対応を」と要請したと報道した[19]。
- 毎日新聞は2020年7月17日、石油元売り各社などで作る業界団体である石油連盟会長の杉森務（ENEOSホールディングスの代表取締役でもある）は、レギュラーガソリンと同じくハイオクも各元売り系列で品質に差がない「汎用品」であると認めたと報じた[20]。その上でハイオク混合出荷問題については「消費者の裏切りにはならない」と述べたと報道した[21]。
- 毎日新聞は2020年8月2日、ENEOSが5年間「国内で唯一」と宣伝してきたハイオク「ヴィーゴ」を他社にも供給していたと報道した[16]。
- 毎日新聞は、このハイオク混合問題についてはNPOが消費者庁に再発防止措置を要請したと報道した[22][23]。
- 石油元売り各社は、他社製と混合したハイオクガソリンをSSに出荷していた一方で、特約店に対しては他社製ガソリンとの混合販売を禁じてきた[24]。この行為は私的独占の禁止及び公正取引の確保に関する法律に抵触すると公正取引委員会は警告している[25][26]。
- 内外出版社のバイク雑誌『ヤングマシン』の姉妹誌『NSR専門誌 PRO SPEC』Vol.2（2019年5月）誌上で、ENEOS、コスモ石油、昭和シェル、出光の4社のハイオクガソリンをホンダ・NSR250Rに入れてパワー測定するという記事が掲載され、実際に各社でほとんど差がないという評価結果が出ていた。毎日新聞の報道を受け、内外出版社では同記事を「ヤングマシンWEB」に再掲している[27]。

#### ハイオクガソリンの性能偽装
- 毎日新聞は2020年6月28日、コスモ石油が「スーパーマグナム」のブランドで販売するハイオクガソリンについて、ウェブサイトで清浄剤が配合されておりエンジン内部の汚れを取り除くとの虚偽の宣伝を行っていたと報道した[28][29][30]。実際にはそのような事実は無く、同社は記載を削除した。メンテナンスの観点では上記性能の有無で、経年によるエンジン状態の劣化に大きな差が発生する。
- 毎日新聞は2020年6月29日、キグナス石油が「α-100」のブランドで販売するハイオクガソリンについて、ウェブサイトでオクタン価は100であると虚偽の宣伝をしていたと報道した[31]。しかし実際のオクタン価はそれより低かった。高オクタン価のガソリンを指定している高性能車にとっては、規定値下限であるオクタン価ではエンジンでノッキングや早期着火が起こりやすくなり、その寿命の短縮に繋がる。
- これらについては上記の件と合わせ、コスモエネルギーホールディングス[32] とキグナス石油[33] が後日釈明のプレスリリースを出し、コスモは自社規格に合致しているのを確認して出荷しているため[32]、キグナスはJIS規格と自社規格の基準をクリアしているのを確認しているため[33]、それぞれ品質に問題ないと主張した。

#### 近況
日本国内で生産されているガソリンエンジンを搭載する自動車において、プレミアムガソリン（以下、ハイオクまたはプレミアム）を燃料に用いる製品（ハイオク専用、ハイオク指定ともに）は減少傾向にある。
特にハイブリッドカーを含むエコカー減免が受けられるガソリンエンジン仕様の製品に至っては、一般的にレギュラーガソリン（以下、レギュラーまたは単にガソリン）といわれるノーマルガソリン（以下、ノーマル）仕様が多い。
軽自動車においては、スバルがかつて生産していた一部の製品（DOHCで、インタークーラーを備えるスーパーチャージャーエンジンを搭載した製品）が、ハイオク指定仕様だった事例を除き、ほぼすべての車種（過去に存在した製品を含む）がレギュラー仕様となっている。
2010年代以降に日本国内で生産されている自動車で、ハイオク仕様となっている製品は、一部のスポーツカーなど、少数派になってしまい、なかでもVR38DETT型エンジンを搭載する日産・GT-Rに至っては、完全にハイオク専用となっている。
かつては、高級セダンを中心に、ハイオク指定仕様またはハイオク専用仕様がよく存在したが、日本でのノッチバックセダン系の人気低迷により、高級セダンの淘汰が相次ぎ、日本国内向けのハイオク仕様のセダンも、2024年の時点では、日産・スカイライン（13代目）やレクサスの一部車種（IS・LS）、トヨタ・センチュリー、スバル・WRXに留まっている。
一方日本で販売される欧州車のガソリン車は、ほぼ全車種がハイオク仕様となっている。